# Muricellisis cervicornis
Muricellisis cervicornis är en korallart som beskrevs av Thomson och Dean 1931. Muricellisis cervicornis ingår i släktet Muricellisis och familjen Isididae. Inga underarter finns listade i Catalogue of Life.